# Бустерча русская
Бустерча русская (ранее Аргин-Бустерчи; укр. Бустерча руська) — исчезнувшее село в Белогорском районе Республики Крым (согласно административно-территориальному делению Украины — Автономной Республики Крым). Располагалось на севере района, на юге степной зоны Крыма, примерно в 2 километрах западнее современного села Русаковка.

## История
Впервые в исторических документах селение встречается в Статистическом справочнике Таврической губернии. Ч.II-я. Статистический очерк, выпуск шестой Симферопольский уезд, 1915 год, согласно которому на хуторе Аргин-Бустерчи Табулдинской волости Симферопольского уезда числилось 6 дворов со смешанным населением в количестве 31 человек приписных жителей и 7 — «посторонних».
После установления в Крыму Советской власти, по постановлению Крымревкома от 8 января 1921 года была упразднена волостная система и село вошло в состав вновь созданного Карасубазарского района Симферопольского уезда, а в 1922 году уезды получили название округов. 11 октября 1923 года, согласно постановлению ВЦИК, в административное деление Крымской АССР были внесены изменения, в результате которых округа ликвидировались, Карасубазарский район стал самостоятельной административной единицей и село включили в его состав. на хуторе Бустерча (русская), Аргинчикского сельсовета Карасубазарского района, числилось 9 дворов, все крестьянские, население составляло 50 человек, из них 14 немцев и 36 русских. В последний раз Бустерча русская встречается на карте 1936 года.